# フェロマンガン
フェロマンガンはマンガンと鉄の合金である。主として製鋼の副原料として脱酸剤・脱硫剤として使用される。マンガンの主要な用途の一つである。
様々な種類があるが、一例として マンガン 70～80%、炭素 2%未満、珪素 2%未満、リン 0.4%未満、硫黄 0.02%未満 残りが 鉄。炭素の含まれる%によって、高炭素、中炭素、低炭素品がある。また超低リン品が存在する。
珪素が多いものは、シリコマンガンと呼ばれる。マンガン鉱石、くず鉄、コークス、石灰を電気炉で強熱して製造される。シリコマンガンから電炉で脱珪素をして製造される場合もある。